# Plébiscite sur la capitale du Nunavut
Le plébiscite sur la capitale du Nunavut s'est tenu le 11 décembre 1995 dans les Territoires du Nord-Ouest, au Canada, afin de choisir la future capitale du Nunavut. Au terme du vote, Iqaluit est le choix préféré de 60,23% des voteurs.

## Système de vote
Le plébiscite s'est réalisé en respect de la Loi sur le plébiscite dans les Territoires du Nord-Ouest et est supervisé par Élections TNO. Le plébiscite n'était pas exécutoire et les résultats devaient être transmis par le ministre des Affaires autochtones et du Nord, Ron Irwin, au Cabinet du Canada.

## Résultats
La question posée aux citoyens est : « Laquelle de ces communautés voulez-vous voir devenir la capitale du Nunavut? »
| Choix                    | Votes | %     |
| ------------------------ | ----- | ----- |
| Iqaluit                  | 5 869 | 60,23 |
| Rankin Inlet             | 3 876 | 39,77 |
| Votes nuls               | 88    | –     |
| Total                    | 9 833 | 100   |
| Taux de participation    |       | 79    |
| Source: Direct Democracy |       |       |